# Lothar Zögner
Lothar Zögner (* 27. Mai 1935 in Eisenach; † 7. September 2018 in Berlin) war ein deutscher Geograf, Kartograf und Bibliothekar.

## Leben und Wirken
Lothar Zögner studierte Geographie, Geologie, Musikwissenschaft und Mathematik an den Universitäten Frankfurt/M., Darmstadt und der Universität Marburg und promovierte dort 1965. Im darauf folgenden Jahr begann er als Bibliotheksreferendar an der Staatsbibliothek Preußischer Kulturbesitz (Dienststelle Marburg) die Ausbildung für den höheren Bibliotheksdienst und legte 1968 die Fachprüfung am Bibliothekar-Lehrinstitut des Landes Nordrhein-Westfalen ab. Bis zum Eintritt in den Ruhestand im Jahre 2000 war Zögner für die Kartenabteilung der Staatsbibliothek zu Berlin zuständig, teils in der Dienststelle Marburg, dann in Berlin. 1972 wurde er zum Bibliotheksdirektor ernannt. Nebenamtlich arbeitete er als Dozent an der Freien Universität Berlin im Bereich Bibliothekswissenschaft und bibliothekarische Ausbildung.
Zögner gehörte mehreren geographisch-kartographischen Vereinigungen an. Seine zahlreichen Bibliographien und anderen Publikationen beschäftigten sich vor allem mit der Kartographie. Besonders hervorzuheben sind die zahlreichen von ihm geleiteten Ausstellungen der Kartenabteilung der Staatsbibliothek zu Berlin und die von ihm herausgegebene „Bibliographia cartographica“.

## Schriften
- Hugenottendörfer in Nordhessen. Planung, Aufbau und Entwicklung von siebzehn französischen Emigrantenkolonien. Eine Studie zur historisch-geographischen Landeskunde (= Marburger geographische Schriften, Bd. 28). Geographisches Institut der Universität Marburg/L.1966 (Dissertation Universität Marburg).
- Die Kartenabteilung einer wissenschaftlichen Universalbibliothek. Probleme ihrer Benutzung und Einrichtung unter besonderer Berücksichtigung des Kartenlesesaals (= Kartensammlung und Kartendokumentation, Bd. 5). Bundesforschungsanstalt für Landeskunde und Raumordnung, Bad Godesberg 1969.
- (Hrsg.): Karten in Bibliotheken. Festgabe für Heinrich Kramm z. Vollendung seines 65. Lebensjahres (= Kartensammlung und Kartendokumentation, Bd. 9). Bundesforschungsanstalt für Landeskunde und Raumordnung, Bad Godesberg 1971.
- (Hrsg.): Bibliographia cartographica. Internationale Dokumentation des kartographischen Schrifttum. Saur, München 1974 (1975) – 2007 (2012).
- Straßenkarten im Wandel der Zeiten. Ausstellung in der Kartenabteilung der Staatsbibliothek Preußischer Kulturbesitz ... vom 7. bis 30. April 1975 (= Ausstellungskataloge Staatsbibliothek Preußischer Kulturbesitz, H. 5). Berlin 1975, ISBN 3-88053-001-7.
- Amerika im Kartenbild. Karten und Dokumente zur Entwicklung der Vereinigten Staaten von Amerika; Ausstellung der Kartenabteilung der Staatsbibliothek Preußischer Kulturbesitz anläßlich der 200 jährigen Unabhängigkeit der USA im Amerika Haus Berlin, 8. Oktober bis 13. November 1976 (= Ausstellungskataloge Staatsbibliothek Preußischer Kulturbesitz, H. 6). Berlin 1976, ISBN 3-88053-004-1.
- Die erdkundlichen Wissenschaften im Berlin des 19. Jahrhunderts. Eine Dokumentation der Kartenabteilung der Staatsbibliothek Preussischer Kulturbesitz anläßlich des 150jährigen Bestehens der Gesellschaft für Erdkunde zu Berlin. Berlin 1978.
- Die kartographische Darstellung der Polargebiete bis in das 19. Jahrhundert. In: Die Erde, Bd. 109 (1978), S. 136–152.
- Carl Ritter in seiner Zeit. 1779 – 1859 ; Ausstellung der Staatsbibliothek Preußischer Kulturbesitz, Berlin, 1. November 1979 bis 12. Januar 1980 (= Ausstellungskataloge Staatsbibliothek Preußischer Kulturbesitz, H. 11). Berlin 1979.
- (Bearb.): Paul Clausewitz / Die Plaene von Berlin. Von den Anfängen bis 1950. Seitz, Berlin 1979, ISBN 3-922005-06-3.
- (Mitarb.): Preußen im Kartenbild. Ausstellung des Geheimen Staatsarchivs und der Staatsbibliothek Preussischer Kulturbesitz im Geheimen Staatsarchiv, Berlin-Dahlem, vom 17. September bis 31. Oktober 1979. Geheimes Staatsarchiv, Berlin 1979.
- (mit Klaus Lindner): Berlin im Kartenbild. Zur Entwicklung der Stadt 1650 – 1950. Ausstellung d. Staatsbibliothek Preußischer Kulturbesitz, Berlin 20. Mai 1981 bis 22. August 1981 (= Ausstellungskataloge Staatsbibliothek Preußischer Kulturbesitz, H. 15). Reichert, Wiesbaden 1981, ISBN 3-88226-104-8.
- (Hrsg.): Schulatlanten in Deutschland und benachbarten Ländern vom 18. Jahrhundert bis 1950. Ein bibliographisches Verzeichnis (= Bibliographia cartografica, Sonderheft, Bd. 1). Saur, München 1982, ISBN 3-598-20621-6.
- (Bearb.): Verzeichnis der Kartensammlungen in der Bundesrepublik Deutschland einschließlich Berlin (West). Harrassowitz, Wiesbaden 1983, ISBN 3-447-02193-4 (2. Aufl. 1998, ISBN 978-3-447-03966-6).
- Kartensammlungen in der Bundesrepublik Deutschland und Berlin (West). Eine Strukturanalyse. In: Zeitschrift für Bibliothekswesen und Bibliographie, Bd. 30 (1983), S. 205–218.
- China cartographica. Chinesische Kartenschätze und europäische Forschungsdokumente; Staatsbibliothek Preussischer Kulturbesitz, Berlin, 7. Oktober - 26. November 1983; Bonn, Wissenschaftszentrum, 5. April – 6. Mai 1984 (= Ausstellungskataloge Staatsbibliothek Preußischer Kulturbesitz, Bd. 19). Kiepert, Berlin 1983, ISBN 3-920597-43-5.
- (mit Evelyn Schulte): Bibliographie zur Geschichte der deutschen Kartographie (= Bibliographia cartografica, Sonderheft, Bd. 2). Saur, München 1984, ISBN 3-598-20623-2.
- Von Ptolemaeus bis Humboldt. Kartenschätze der Staatsbibliothek Preußischer Kulturbesitz. Ausstellung zum 125-jährigen Jubiläum der Kartenabteilung ; [Berlin 27. September bis 24. November 1984, Bonn-Bad-Godesberg Wissenschaftszentrum 6.9. – 20.10.1985] (= Ausstellungskataloge Staatsbibliothek Preußischer Kulturbesitz, Bd. 24). Konrad, Weißenhorn 1985, ISBN 3-87437-218-9.
- Der Weltatlas des Antonio Millo von 1586 (Kommentar). Ed. Deuschle, Süssen 1988.
- Die Welt in Händen. Globus und Karte als Modell von Erde und Raum. [Ausstellung Berlin, Staatsbibliothek Preussischer Kulturbesitz, 11. November 1989 bis 13. Januar 1990; Bonn: Wiss. Zentrum 19990; Bremen: Dt. Schiffahrtsmuseum 1990] (= Ausstellungskataloge Staatsbibliothek Preußischer Kulturbesitz, Bd. 37). Kiepert, Berlin 1989, ISBN 3-920597-53-2.
- (mit Ruthardt Oehme): Tilemann Stella (1525–1589). Der Kartograph der Ämter Zweibrücken und Kirkel des Herzogtums Pfalz-Zweibrücken; Leben und Werk zwischen Wittenberg, Mecklenburg und Zweibrücken. Nordostdeutsches Kulturwerk, Lüneburg 1989, ISBN 3-922296-52-1.
- Kartenschätze. Aus den Sammlungen der Staatsbibliothek zu Berlin. Westermann, Braunschweig 2000, ISBN 3-07-509280-0.
- Die Veränderungen des geographischen Weltbildes in Europa nach dem Zeitalter der Entdeckungen. In: Elly Dekker (Hrsg.): Focus Behaim-Globus. Bd. 1: Aufsätze. Germanisches Nationalmuseum, Nürnberg 1992, S. 157–165.
- Flüsse im Herzen Europas. Rhein, Elbe, Donau. Kartographische Mosaiksteine der europäischen Flusslandschaft (= Ausstellungskataloge Staatsbibliothek zu Berlin, N.F., Bd. 6). Reichert, Wiesbaden 1993, ISBN 3-88226-598-1.
- Imago Germaniae. Das Deutschlandbild der Kartenmacher in fünf Jahrhunderten. Aus der Kartenabteilung der Staatsbibliothek zu Berlin - Preussischer Kulturbesitz und der Collection Niewodniczański, Bitburg (= Ausstellungskataloge Staatsbibliothek zu Berlin, N.F., Bd. 17). Konrad, Weißenhorn 1996, ISBN 3-87437-388-6.
- Antike Welt, neue Regionen. Heinrich Kiepert 1818–1899 (= Ausstellungskataloge Staatsbibliothek zu Berlin, N.F., Bd. 33). Kiepert, Berlin 1999, ISBN 3-920597-58-3.
- (mit Klaus Lindner): Kartenschätze. Aus den Sammlungen der Staatsbibliothek zu Berlin. Westermann, Berlin 2000, ISBN 3-07-509280-0.
- Kartographische Sammlungen in Berlin. Geschichte, Standorte, Informationen (= Kartensammlung und Kartendokumentation, Bd. 12). Klett-Perthes, Gotha 2001, ISBN 3-623-00436-7.
- (Hrsg., mit Jürg Bühler): Die digitale Kartenbibliothek. Eine Momentaufnahme (= Bibliographia cartografica, Beiheft 1). Saur, München 2004, ISBN 978-3-598-25000-2.

Festschrift
- Joachim Neumann (Hrsg.): Karten hüten und bewahren. Festgabe für Lothar Zögner (= Kartensammlung und Kartendokumentation, Bd. 11). Perthes, Gotha 1995, ISBN 3-623-00435-9.